# Adriana Lestido
Adriana Lestido (Buenos Aires, 7 de enero de 1955) es una fotógrafa y directora de cine argentina. Sus fotografías en blanco y negro documentan las relaciones íntimas humanas desde una perspectiva social.

## Trayectoria
Nació en Mataderos, y estudió fotografía en 1979 en la Escuela de Arte y Técnicas Audiovisuales de Avellaneda. De 1982 a 1995, trabajó como fotoperiodista para los diarios La Voz del Interior y Página/12. Sus primeros trabajos fotoperiodísticos eran encargos inmediatos y rápidos, relatando la actualidad de la dictadura. De entre ellos destaca la fotografía de una madre con una niña en brazos, en una de las manifestaciones en la Plaza de Mayo, imagen que acabó por convertirse en uno de los iconos de ese movimiento social. Poco a poco vio la necesidad de profundizar en los temas que iba retratando en sus reportajes, iniciándose así en el ensayo fotográfico con un proyecto sobre un hospital infantil.
E 1991, obtuvo la beca de la Hasselblad Foundation para fotografiar a las presidiarias con hijos en la cárcel de mujeres de Los Hornos en La Plata, trabajo que le llevó un año entero. De este trabajo surgió la publicación de su primer fotolibro, Mujeres Presas. En 1995 decide renunciar a su trabajo como fotoperiodista para desarrollar de forma plena su trabajo como fotógrafa documental; es entonces cuando inicia el proyecto Madres e hijas, en el que, a lo largo de tres años, fue testigo de la relación entre cuatro mujeres con sus hijas de distintas edades. Las imágenes de este proyecto fueron publicadas en un fotolibro del mismo nombre en 1999.
Desde 1995, también ha coordinado talleres fotográficos, incluyendo el realizado en la cárcel de mujeres en Ezeiza. En 1995 se convirtió en la primera fotógrafa argentina en recibir la Beca Guggenheim. Ganó en 2011 el concurso para una residencia de artistas del Instituto Antártico y Cancillería Argentina, realizado en 2012 en Base Decepción. Con este trabajo en 2017 publica dos libros Antártida Negra, que contiene 50 fotos y Antártida Negra, Los diarios, que relata la experiencia.
Sus fotografías en blanco y negro tratan de discernir el misterio de las relaciones humanas, trabajando la separación y la ausencia como temas claves dentro de su obra. Sus trabajos encierran realidades trágicas, mostradas de forma cruda y directa, pero que a la vez muestran una intimidad y delicadeza de los personajes que resulta sobrecogedora.

## Exposiciones
El trabajo de Lestido ha sido expuesto en numerosas ocasiones desde mediados de los años 80 del siglo XX en museos y galerías de América, Europa, África y Asia.
Su exposición antológica "Lo que se ve. Fotografías 1979-2007" se mostró por primera vez en el Centro Cultural Recoleta (Buenos Aires, Argentina) en 2008 y posteriormente en las ciudades argentinas de Rosario y Santa Fe (2009), así como en Nueva York (EE. UU.) y en Johannesburgo (Sudáfrica) en 2014.
En 2010 se realizó una retrospectiva de Lestido en la Casa de América de Madrid (España), en el marco del Festival internacional de fotografía Photoespaña (PHE10 Archivado el 6 de marzo de 2016 en Wayback Machine.). En ella se incluyeron 160 fotografías en blanco y negro que abarcan el periodo de 1979 a 2007 titulada "Amores difíciles" y comisariada por Santiago Olmo.
Su obra se encuentra en colecciones privadas y públicas de todo el mundo, entre otras: Museo Nacional de Bellas Artes (Buenos Aires, Argentina), Museo de Arte Moderno de Buenos Aires (Argentina), Museo de Bellas Artes (Caracas, Venezuela), Museum of Fine Arts de Houston (Estados Unidos), Fondation Cartier pour l’art contemporain (París, Francia), Biblioteca Nacional de Francia (París, Francia), Centre Régional de la Photographie (Nord Pas-de-Calais, Francia) o Hasselblad Center (Gothenburgo, Suecia).
Adriana Lestido está representada por la galería Clair (Berlín, Alemania) y la galería Rolf Art (Buenos Aires, Argentina).

## Selección de trabajos
- Lestido, Adriana (2003). Adriana Lestido: Madres e hijas. La Azotea editorial fotográfica. ISBN 978-950-9536-27-2.
- Lestido, Adriana (2001). Mujeres presas. Lestido, Adriana. Adriana Lestido: Imprisoned Women with Their Children. (enlace roto disponible en Internet Archive; véase el historial, la primera versión y la última).
- Lestido, Adriana; Díaz, Gabriel; Travnik, Juan (2008). Adriana Lestido: lo que se ve : fotografías 1979-2007 : Sala Cronopios, Centro Cultural Recoleta, Buenos Aires, Argentina, de 11 de marzo al 20 de abril de 2008. Centro Cultural Recoleta. ISBN 978-987-05-3927-8.
- Lestido, Adriana (2010). Interior. Grupo Insud.
- Lestido, Adriana (2017). Antártida Negra. Los diarios. Desde Base Decepción, la talentosa fotógrafa Adriana Lestido registra sus desventuras camino a la búsqueda del blanco absoluto.
- Saccomanno, Guillermo (2007). Mujeres presas. Dilan Ed. ISBN 978-987-20412-7-4. Ed.

## Premios
- Premio a la trayectoria, Radio Nacional, Artes Visuales, 2015.
- Personalidad Destacada de la Cultura. Legislatura de Buenos Aires, 2010.
- Medalla del Bicentenario, Buenos Aires, 2010.
- Gran Premio Adquisición Salón Nacional de Artes Visuales, 98.ª edición. Buenos Aires, 2009.
- Premio a la trayectoria. Asociación Argentina de Críticos de Artes. Buenos Aires, 2009.
- Subsidio para publicación, John Simon Guggenheim Memorial Foundation. USA, 2003.
- Premio Konex. Buenos Aires, 2002.
- Premio Leonardo. Museo Nacional de Bellas Artes. Buenos Aires, 1998.
- Premio Mother Jones International Fund. USA, 1997.
- Pirámide de oro a la trayectoria. Fundación Académica de Artes Visuales. Buenos Aires, 1996.
- Beca Guggenheim. USA, 1995.
- Beca Erna and Victor Hasselblad Foundation. Suecia, 1991.
- Primer Premio Diario La Nación. Argentina, 1988.
- Primer Premio Derechos Humanos, APDH. Argentina, 1983.
- Premio Konex de Platino. Buenos Aires, 2022.[15][16]